# 마이크 밀러 (1980년생 농구 선수)

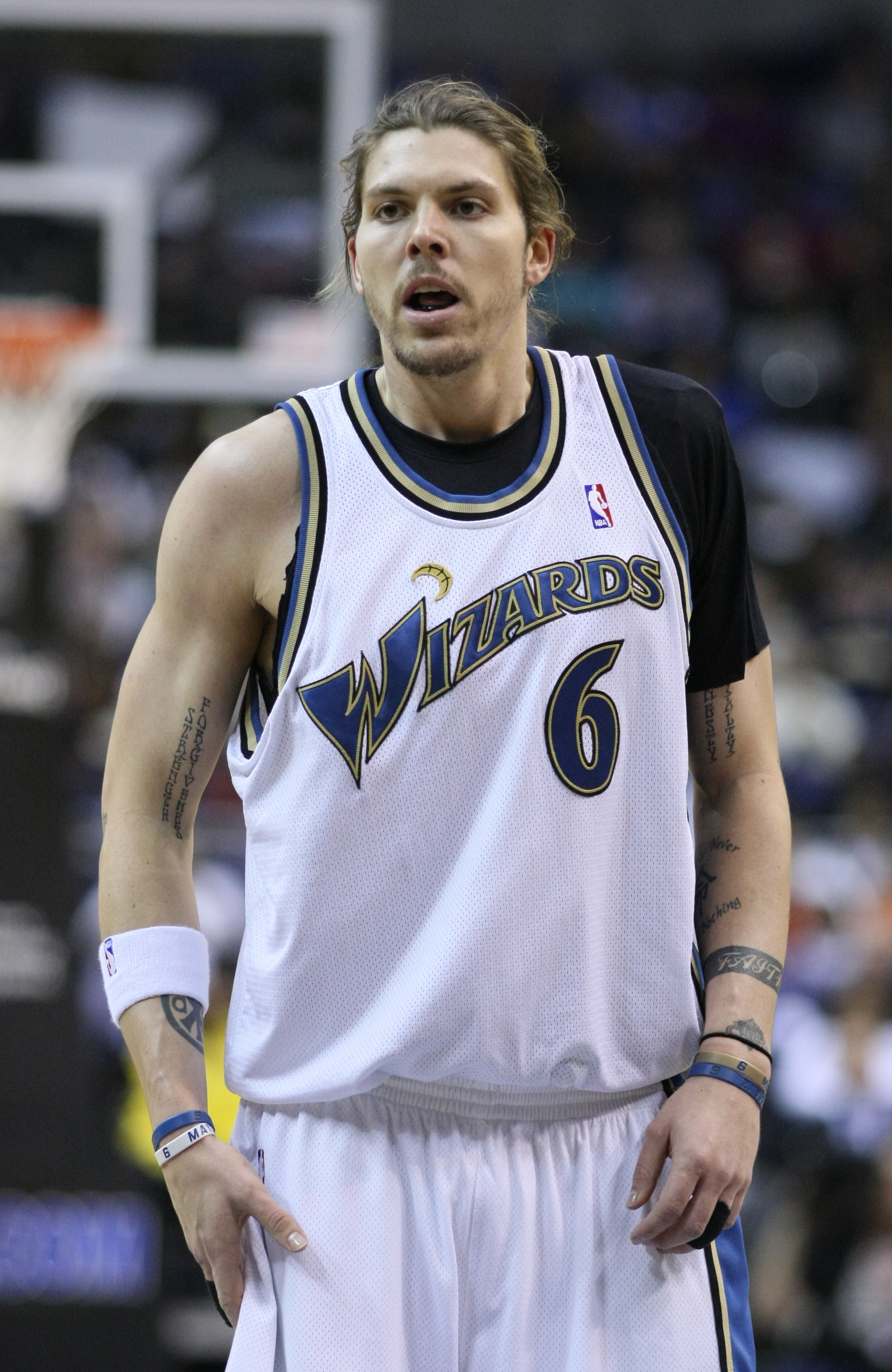
2009년 워싱턴 위저즈에서의 모습

마이클 로이드 밀러(Michael Lloyd Miller, 1980년 2월 19일 ~ )는 미국의 농구 코치이자 테네시주 저먼타운에 있는 휴스턴 고등학교의 남학생 농구 감독이자 스포츠 에이전트인 전직 프로 선수이다. 2000년 NBA 드래프트 1라운드에서 전체 5순위로 올랜도 매직에 지명된 뒤 전미 농구 협회(NBA)에서 17시즌을 뛰었다. 밀러는 2001년 매직 소속으로 NBA 올해의 신인상을 받았고 2006년 멤피스 그리즐리스 소속으로 NBA 올해의 식스맨으로 선정됐다. 2012년과 2013년 마이애미 히트에서 2년 연속 NBA 챔피언십 우승을 차지했다.
밀러는 NBA에 입문하기 전에 플로리다 게이터스에서 대학 농구를 했다. 또한 미네소타 팀버울브스, 워싱턴 위저즈, 클리블랜드 캐벌리어스, 덴버 너게츠에서 전문적으로 뛰었다. 주로 3점 전문가인 스윙맨이었다.
선수 생활을 마친 후 멤피스 타이거스의 대학 보조 코치가 되었다. 휴스턴 고등학교의 감독이 되기 전에 두 시즌을 보낸 후 사임했다. 2021년 3월 20일 휴스턴 고등학교를 코치하여 최초의 농구 주립 챔피언십에서 62-43으로 승리했다.

## 대학 경력
밀러는 체육 장학금을 받아 플로리다 대학교에 입학했으며 1998년부터 2000년까지 빌리 도너반 코치의 게이터스 팀에서 뛰었다. 그는 3점슛 능력으로 빠르게 유명해졌다. 2학년 때 밀러는 NCAA 토너먼트의 첫 번째 라운드에서 게이터스가 버틀러의 당황한 입찰을 피하도록 도왔고, 버저가 울리자 레인에 있는 플로터에서 연장전에서 69-68을 이겼다. 이로 인해 게이터스가 2000 NCAA 챔피언십 게임에 진출하는 데 도움이 되었고 결국 미시간 스테이트에 패했다. 2000년 NCAA 토너먼트 이후 밀러는 자신이 NBA 드래프트에 참가할 자격이 있다고 선언했다.